# Abderrahmane Souihli
Abderrahmane Souihli, (en arabe: علي سويحلي) né à Misrata, est un homme d'État libyen. Il est président du Haut Conseil d'État du 6 avril 2016 au 8 avril 2018.

## Controverses
Le 23 mars 2017, le député italien, Mario Borghezio, l'a accusé de liens avec les Brigades de défense de Benghazi, alliées à Al-Qaïda.

## Vie privée
Il est l'oncle de l'ex-Premier ministre Ahmed Miitig.